# Fuente-Olmedo
Fuente-Olmedo és un municipi de la província de Valladolid a la comunitat autònoma espanyola de Castella i Lleó.

## Demografia
| 1991 | 1996 | 2001 | 2004 |
| ---- | ---- | ---- | ---- |
| 67   | 66   | 58   | 53   |